# 讓-馬克·吉尤
讓-馬克·吉尤（1945年12月20日—）是一名法國前職業足球運動員及領隊，司職中場，曾為法國出戰1978年世界盃。

## 球會生涯
吉尤出生於法國大西洋盧瓦爾省布艾。他曾效力於昂熱、尼斯、納沙泰爾、米盧斯和康城。

## 國際賽生涯
吉尤於1974年3月對陣羅馬尼亞的比賽中首次代表法國國家隊出場，法國隊以1-0獲勝。1974年至1978年間，他為法國國家隊上陣19次，其中包括1978年阿根廷世界盃。
1978年6月2日，吉尤在1978年世界盃上代表法國隊以2-1敗於意大利，在馬德普拉塔進行他的最後一場國際賽。

## 退役後
吉尤於1983年在康城任命日後的阿仙奴主帥阿仙尼·雲加為他的助理，這讓雲加開始他的執教生涯第一頁。
吉尤是阿比讓足球學校Académie de Sol Beni的創始人，最終成為ASEC米莫薩的領隊、技術總監和教練。 目前，他以讓-馬克·吉尤足球學校（Academy J.M.G.）的名義在非洲和泰國經營多所足球學校，旨在培養經常轉會到歐洲球會的年輕足球運動員，足球學院位於安齊卡、阿比讓 、阿爾及爾和曼谷。

## 榮譽
昂熱
- 法乙冠軍: 1969年

## 外部鏈接
- Profile （页面存档备份，存于） （法語）